# Centro Conmemorativo del Holocausto de Montreal
El Centro Conmemorativo del Holocausto de Montreal (en francés: Centre commémoratif de l’Holocauste à Montréal, abreviado CCHM; en inglés: Montreal Holocaust Memorial Centre, abreviado MHMC) fue fundado en 1979 por un grupo de sobrevivientes del Holocausto bajo el patrocinio de Steven Cummings. El CCHM contiene el centro y un museo.
Esta institución ofrece la oportunidad, a los sobrevivientes del holocausto, de contar sus vivencias a las futuras generaciones. Además de poder contar sus vivencias, los sobrevivientes también tienen la oportunidad, a través del Comité Remembrance, de contribuir en las decisiones del CCHM. El 30 de julio de 2003 la institución fue reinaugurada, para este acontecimiento el centro fue renovado y rediseñado.
CCHM tiene alrededor de 10.000 m² que se reparten en dos pisos. En el museo están expuestos 418 artefactos, 372 fotografías y 18 estaciones de vídeo. El museo transmite esta amplia temática en dos idiomas (inglés y francés).
Aparte de documentar el holocausto, el museo también muestra la vida judía antes del holocausto. Esta información está expuesta en el segundo pisos. En el sótano se explican el fondo y las razones por las que comenzó la Segunda Guerra Mundial y el intento de exterminar a toda la raza judía.
El tour continua en el primer piso, donde se presenta la historia de la Posguerra y la de un grupo de sobrevivientes que se estableció en Montreal. Después de la Segunda Guerra Mundial fue Montreal la tercera ciudad, después de Israel y New York, que documentaba sociedades de los sobrevivientes. 
En el centro se llevan a cabo eventos y proyectos relacionados con el holocausto: anualmente se realiza el evento a la memoria de las víctimas del holocausto „Yom HaShoah“, también a la memoria de la noche de los cristales rotos, se presentan también una serie de ponencias y trabajos relacionados con el holocausto. Este año también se organizó una exposición del Campo de concentración de Theresienstadt.
En el primer año de haber sido inaugurado este museo, fue visitado por 15.000 personas, 10.000 de las cuales fueron estudiantes. 
El evento Yom HaShoah, el día oficial de la memoria a las víctimas del holocausto, es visitado por más de 2.000 personas. El 18 de abril de 2004 se festejó este día en la sinagoga Congregation Tifereth Beth David Jerusalem de Montreal.
El Servicio Austriaco de la Memoria apoya al CCHM enviando a voluntarios desde 1998. Con le pasar de los años, los servidores austriacos a la memoria han elaborado un campo específico de trabajo en la institución y ahora constituyen una parte importante del equipo.